# 가스 데이비스
가스 데이비스(Garth Davis)는 오스트레일리아의 텔레비전, 영화, 광고 감독이다. 2016년 영화 《라이언》으로 영화 감독 데뷔를 했다.

## 작품 목록
- 라이언 (2016)
- 막달라 마리아: 부활의 증인 (2018)